# The Case for Christ
The Case for Christ (bra: Em Defesa de Cristo) é um drama-cristão de 2014, dirigido por Jon Gunn e escrito por Brian Bird, baseado no livro homônimo de Lee Strobel. O filme é estrelado por Mike Vogel, Erika Christensen, Faye Dunaway e Robert Forster. Foi lançado nos cinemas norte-americanos em 7 de abril de 2017 pela Pure Flix.

## Sinopse
Em 1980, Lee Strobel é jornalista investigativo ateu no Chicago Tribune. A nova fé de sua esposa, Leslie, perturba seu casamento. Ele então começa a pesquisa para provar que Jesus Cristo nunca ressuscitou…

## Elenco
- Mike Vogel com Lee Strobel
- Erika Christensen como Leslie Strobel
- Faye Dunaway como Dr. Roberta Watson
- Robert Forster como Walter Strobel
- Frankie Faison como Joe Dubois
- L. Scott Caldwell como Alfie Davis
- Mike Pniewski como Kenny London
- Tom Nowicki como Dr. Alexander Metherell
- Kevin Sizemore como Dr. Gary Habermas
- Rus Blackwell como Dr. William Lane Craig
- Jordan Cox como Bill Hybels
- Renell Gibbs como James Hicks
- Haley Rosenwasser como Alison Strobel
- Brett Rice como Ray Nelson
- Grant Goodeve como Mr. Cook
- Michael Provost como Lee Strobel adolescente
- Kelly Lamor Wilson como Leslie Strobel adolescente

## Lançamento
Nos Estados Unidos, The Case for Christ foi lançado em 7 de abril de 2017 e foi projetado que arrecadaria $5 milhões em seu final de semana de estreia, onde o filme foi exibido em 1,174 cinemas. O filme terminou arrecadando $3.9 milhões em seu primeiro fim de semana e terminando em 10.° lugar na bilheteria. Em seu segundo fim de semana, o filme arrecadou $2.8 milhões, sofrendo uma queda de 30.5% em sua arrecadação e terminando em 9° lugar nas bilheterias daquele fim de semana.

### Recepção
No agregador de críticas de televisão e cinema Rotten Tomatoes, The Case for Christ tem 52% de aprovação e uma nota média de 5,6/10, baseado em 23 críticas. No website, o consenso da crítica é que: "The Case for Christ não deve ser descartado, mas como muitas produções baseadas na fé, é melhor pregar para o coro do que alcançar os não-convertidos". No Metacritic, outro agregador de críticas, o filme tem a nota de 50/100, baseado em 6 críticas.